# 藤田耕三 (法律家)
藤田 耕三（ふじた こうぞう、1932年1月11日 - 2023年12月31日）は、日本の法律家。

## 略歴
神奈川県出身。1950年に神奈川県立湘南高等学校を卒業後、1955年に東京大学法学部第1類（私法コース）を卒業する。在学中に司法試験に合格後、司法修習生となった後に、1957年に裁判官に任官する。1971年に東京地方検察庁検事および1947年から総理府中央公害審査委員会事務局審査官を務める。1981年に検察官特別考査会臨時委員などに任命され、1989年には千葉地方裁判所所長、1991年に東京地方裁判所所長、1993年に仙台高等裁判所長官、1995年に広島高等裁判所長官を歴任後、1997年に退官し弁護士登録をする。同年から公安審査委員会委員長などに就任する。1999年に学習院大学法学部特別客員教授、内閣府司法制度改革審議会委員となる。2000年に田辺総合法律事務所に入所する。2001年に東京都地方労働委員会会長、2002年に国土交通省中央建設工事紛争審査会会長、2003年に東洋大学評議員、理事、2004年に駿河台大学法科大学院客員教授など要職を歴任してゆく。協和発酵工業株式会社監査役を経た後、2007年に取締役となり、2009年に建設業適正取引推進機構会長、2011年に財団法人全国建設研修センター理事長となる。
この間に、法制審議会商法部会・民事訴訟法部会委員、財団法人日本法律家協会常任理事、筑波大学夜間大学院外部評価委員会委員、東京大学法科大学院運営諮問会議委員、日本仲裁人協会理事、社団法人日本善行会副会長、日本医科大学外部評価委員会委員、一般財団法人日本ADR協会評議委員を歴任する。さらに、預金保険機構責任解明委員会特別顧問、慶應義塾大学法科大学院再発防止のための外部委員会委員、日本政策金融公庫評価・審査委員会委員など企業統治や問題解決に尽力する。
著作も進めており、実務と研究で業績を残している。
2023年12月31日死去。91歳没。